# Hertha (Schiff, 1886)
Das Fahrgastschiff Hertha wurde 1886 in der Werft Aron & Gollnow, aufgegangen in der Stettiner Oderwerke AG, in Stettin als Dampfschiff mit zwei Propellern gebaut. Benannt wurde das Schiff, wie damals oft üblich, nach der Tochter des Reeders, Hertha.

## Geschichte
Das Fahrgastschiff Hertha wurde 1886 für die Stralauer Dampfschiffahrts-Gesellschaft Manthey, Wolff und Zwerner als Dampfschiff mit Doppelschraubenantrieb in der Werft von Aaron & Gollnow, Stettin gebaut. Es absolvierte am 17. April 1886 seine Probefahrt, bei der es die für die damalige Zeit enorme Geschwindigkeit von 18 Kilometern pro Stunde erreichte. Anschließend war der Dampfer im Raum Berlin auf den Flüssen Spree und Havel im Einsatz. Es handelte sich um das zweite von drei baugleichen Schiffen, die kurz nacheinander auf derselben Werft für denselben Auftraggeber gebaut worden sind. Die Schwesterschiffe hießen Dorothea (Baujahr 1885) und Concordia (Baujahr 1886). Im Jahr 1889 übernahm die Spree-Havel-Dampfschiffahrts-Gesellschaft Stern die Stralauer Dampfschiffahrts-Gesellschaft Manthey, Wolff und Zwerner. Die Fahrgasteinsätze auf den bisherigen Routen wurden fortgeführt.

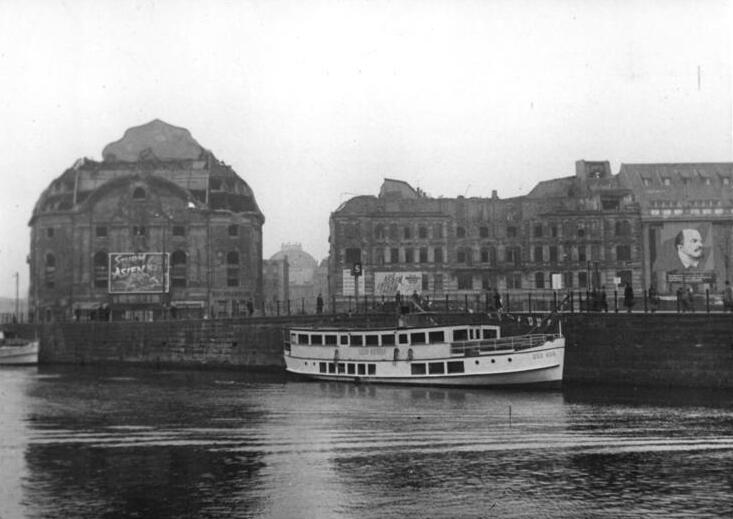
Dampfer Seid Bereit vor der Weidendammer Brücke, 1950

In den Wirren am Ende des Zweiten Weltkrieges verblieb das Schiff in der sowjetischen Besatzungszone von Berlin. Die russische Militäradministration zog alle in ihrem Sektor verbliebenen Fahrgastschiffe zusammen. Aus dieser Arbeitsgemeinschaft von enteigneten privaten Reedereien ging auf Befehl der neuen Machthaber 1949 der Staatsbetrieb die Deutsche Schiffahrts- und Umschlagbetriebe, kurz DSU, als Vorgänger des VEB Weisse Flotte Berlin hervor. 1949 wurde das Fahrgastschiff in Seid Bereit, dem Gruß der Jungen Pioniere der DDR umbenannt und kam bei der DSU, später der Weissen Flotte Berlin wieder in Fahrt, wobei der originale Name des Dampfers in Vergessenheit geriet. Im Jahr 1964 wurde das Schiff außer Dienst gestellt und lag etwa fünf Jahre ungenutzt am Abwrack-Kai in Berlin-Stralau, die Verschrottung war vorgesehen. Nach dem Bau der Berliner Mauer am 13. August 1961 stieg bei der 1928 gegründeten Reederei Dentler, an der 80 km nördlich von Berlin gelegenen und 24 km langen Kyritzer Seenkette, die Nachfrage von Ausflugsfahrten auf dem Binnengewässer, das keinen schiffbaren Anschluss an Havel oder Elbe hat.
Im Jahr 1969 fanden Walter Dentler und sein Sohn Peter aus Wusterhausen/Dosse das heruntergekommene Schiff und kauften es im desolaten Zustand. Vor Ort bauten Maschinisten die zwei Dampfmaschinen aus und der Rumpf wurde auf einen Tieflader verladen, um ihn per Lkw zum Ufer des Klempowsees zu bringen. In den Jahren 1970/1971 wurde es von einem Dampfschiff zu einem Motorschiff mit 263 zugelassenen Sitzplätzen umgerüstet. Zur Vergrößerung des Fahrgastraumes unter Deck verwendeten die beiden Reeder und Konstrukteure einen ausgemusterten Beiwagen des Verbrennungs-Triebwagens der Bauart Stettin aus dem Bahnbetriebswerk Wittenberge. Ab 1971 betrieb die Firma Dentler (seit 1928 privatwirtschaftlicher Betrieb ohne staatliche Unterstützung) das Schiff als viertes und größtes in ihrer Flotte unter dem Namen Seebär. Als Antriebsaggregate kamen zwei 6-Zylinder-MAN-Dieselmotoren in Reihe mit jeweils 90 PS zum Einsatz, die aus Reserven der Wehrmacht (HWA 526D Einheits-Dieselmotor) stammen. Aus Restbeständen der Roten Armee konnten zwei Wendegetriebe angepasst werden.
Der Berliner Schiffshistoriker Kurt Groggert wurde 1976 auf das Schiff Seebär aufmerksam und identifizierte es als die Hertha von 1886. Seit dem Jahr 2002 trägt es wieder den alten Namen. Am 8. Mai 2012 erwarb die Prignitzer Leasing AG das Schiff und setzte es weiter in der Personenschifffahrt auf der Kyritzer Seenkette in der Region Ostprignitz-Ruppin ein. Im Jahr 2015 fand die letzte Landrevision der Hertha statt. Bei der Ultraschall-Untersuchung des Schiffsrumpfes, unterhalb der Wasserlinie, ermittelte der Schiffsingenieur eine Materialstärke von 5–7 mm und erteilte der über 130 Jahre „alten Dame“ eine Betriebserlaubnis für die Kyritzer Seenkette bis 2019–2020.
Im Mai 2017 wurde bei der Mitgliederversammlung des nach dem Schiff benannten Berliner Fußballvereins Hertha BSC bekanntgegeben, dass die zwei Präsidiumsmitglieder Ingmar Pering und Christian Wolter mittels einer Betreibergesellschaft das Schiff kaufen werden. Im Juni 2016 wurde der Kaufvertrag mit Wirkung zum 1. Januar 2017 unterschrieben. Die Hertha kam wie geplant, zum Teil auf der Straße und zum Teil auf der Havel, zum 125. Jubiläum von Hertha BSC am 25. Juli 2017 nach Berlin. Eine Restaurierung und ein Umbau entsprechend den strengen Sicherheitsauflagen für einen Fahrbetrieb auf den Berliner Gewässern ist in Planung. Die notwendige Finanzierung des mit 400.000 Euro (incl. Kaufpreis) angesetzten Projektes erfolgte durch Ausgabe von genau 1892 Aktien (entsprechend dem Gründungsjahr des Vereins), die seit 11. Januar 2017 ausgegeben wurden, sowie mit Spendengeldern. Mindestens jedoch ist daran gedacht, einen festen Liegeplatz möglichst in Stadionnähe zu finden, mit Restaurantbetrieb und einem kleinen Vereinsmuseum. Am 14. Dezember 2017 ist das Schiff nach Berlin zurückgekehrt. Dabei hat es die Strecke von Wustermark nach Berlin-Treptow aus eigener Kraft zurückgelegt.

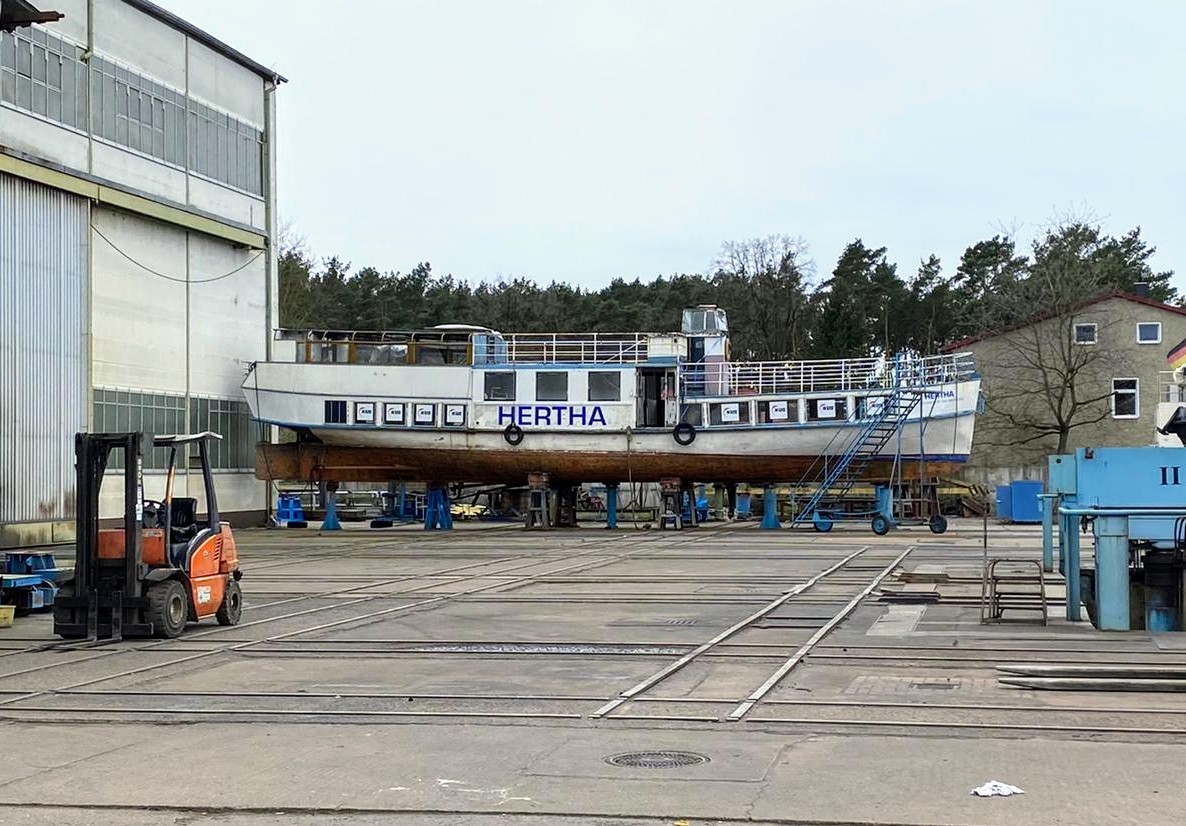
Zustand 15. April 2021 an der Werft Malz

Ende des Jahres 2018 hatte noch keine Sanierung begonnen, der Dampfer lag zu dem Zeitpunkt noch an der Rummelsburger Bucht.

## Besonderes
Am 25. Juli 1892 wurde der Berliner Fußball Club Hertha 1892 gegründet. Die Idee zur Gründung hatten die Brüderpaare Fritz und Max Lindner sowie Otto und Willi Lorenz. Auf der Suche nach einem Namen für den Club hatte Fritz Lindner die Idee, den Verein Hertha zu benennen. Er war mit seinem Vater kurz zuvor auf ebendiesem gleichnamigen Dampfer auf der Havel gefahren. Dessen Schornstein hatte die Farben blau, weiß und gelb, welche ebenfalls als Vereinsfarben übernommen wurden, wobei das Gelb allerdings kurz danach verschwand. Da die Geschwister erst 16 beziehungsweise 17 Jahre alt waren, wurde der Onkel der Lindners, Ernst Wisch, Vorsitzender und trug den Verein im Polizeipräsidium am Molkenmarkt ein.